# Devadatta
Devadatta (em Sânscrito, Pali e Japonês: Daibadatta). Filho de Dronodana (ou Amritodana), irmão de Ananda e primo de Sidarta Gautama (o Buda), de quem se tornou, inicialmente, um discípulo e, posteriormente, inimigo.
Nas escrituras budistas ele é descrito como um homem perverso, que intenta matar o Buda e destruir a Ordem Budista. Quando ambos eram jovens (antes de Sidarta dedicar-se a uma vida religiosa), diz-se que ele matou um elefante branco que Gautama lhe havia presenteado, e que disputou com o primo a mão de Yashodhara, que viria a se casar com o futuro Buda. Mas quando Sidarta retirou-se da vida mundana e alcançou a iluminação, Devadatta converteu-se em um de seus discípulos.
Não tardou, porém, para que Devadatta, por inveja do prestígio de seu primo, viesse a se rebelar contra sua liderança, e promovesse a secessão na Ordem Budista, levando consigo um certo número de monges. Além disso, incentivou Ajatasatru, príncipe de Mágada, a destronar seu pai, o rei Bimbisara, que era patrocinador do Buda. 
Com o apoio do novo rei, Devadatta tentou, várias vezes, matar o Buda, mas como resultado de seus atos perversos, sua vida tornou-se um inferno e os monges que o haviam acompanhado, retornaram à Ordem Budista.